# Ustawa o Kansas i Nebrasce

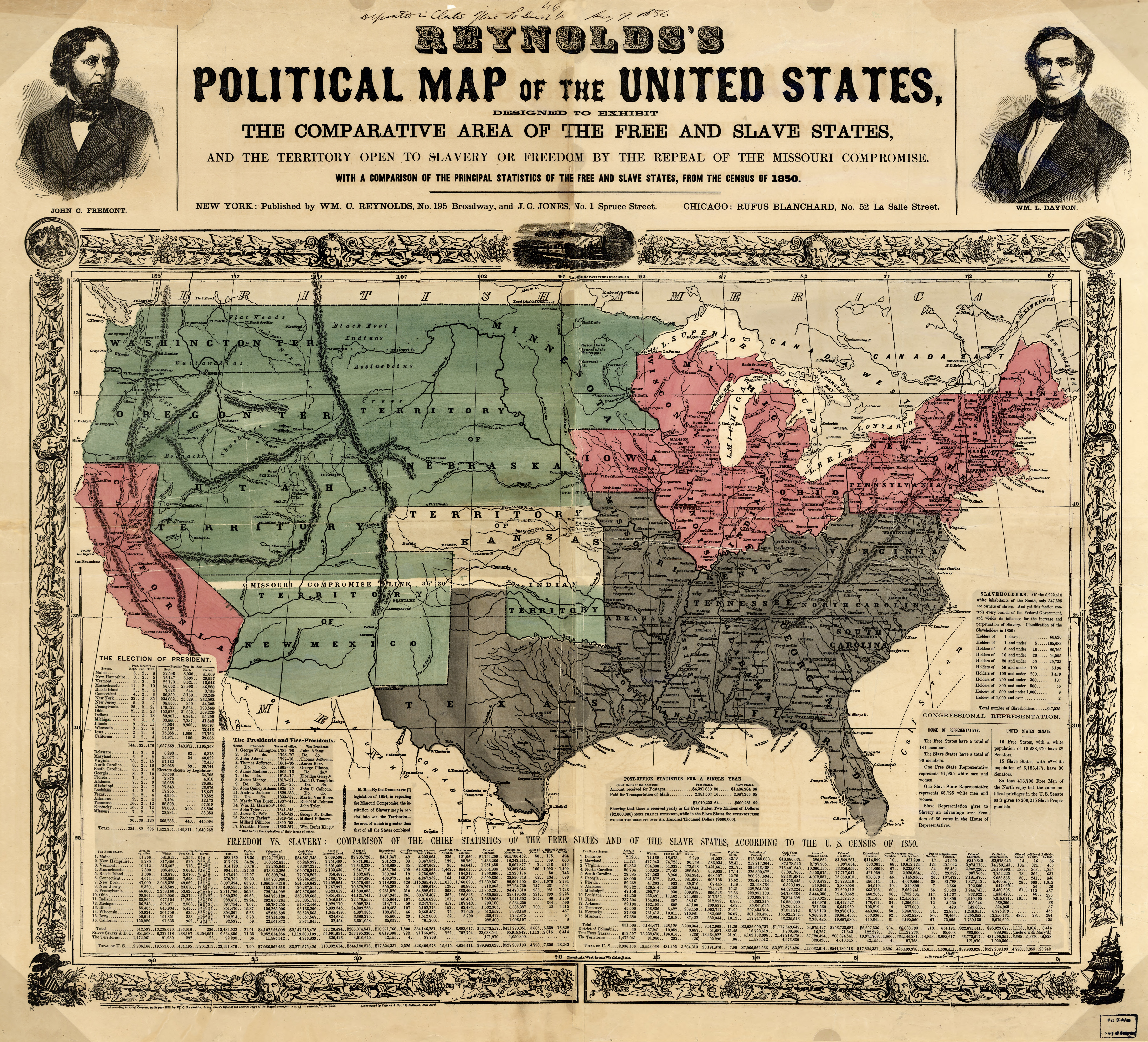
Mapa z roku 1856 przedstawia stany niewolnicze (kolor szary), wolne (czerwony) i terytoria zorganizowane (zielony) z Kansas pośrodku (biały)

Ustawa o Kansas i Nebrasce (Ustawa Nebraska-Kansas, ang. Kansas-Nebraska Act) – przyjęta w roku 1854 ustawa założycielska dla terytoriów zorganizowanych Stanów Zjednoczonych Kansas i Nebraska, zastępująca kompromis Missouri z roku 1820 i pozwalająca osadnikom tych stanów na podjęcie decyzji, czy chcą, by w ich granicach wprowadzone zostało niewolnictwo. Autorem ustawy był demokratyczny senator Stephen A. Douglas z Illinois.
Projekt ustawy zakładał, że osadnicy działają w imieniu własnym, czyli są wykonawcami zgodnej z Konstytucją zasady o „władzy ludu”. Douglas miał nadzieję, że wyciszy w ten sposób napięte stosunki między Południem a Północą, Południe bowiem mogłoby rozszerzać niewolnictwo na nowych terytoriach, natomiast Północ miałaby prawo zakazywać go w swoich stanach. Był w błędzie. Nowo powstała Partia Republikańska zamierzała powstrzymać rozszerzanie się niewolnictwa i wkrótce stała się najbardziej liczącą się siłą Północy. Konsekwencją działalności Douglasa był ciąg wydarzeń znanych jako „Bleeding Kansas”, co przyspieszyło wybuch wojny secesyjnej.

## Podłoże
Od początków lat 40. XIX wieku dyskutowano na temat budowy kolei transkontynentalnej. W czasie gdy debatowano o szczegółach, głównie o trasach, jakimi ta kolej miałaby być prowadzona, istniało powszechne przekonanie, że taka linia kolejowa winna być wybudowana przez firmy prywatne, zaś ziemię pod jej budowę winien zapewnić rząd. W roku 1845 Stephen Douglas, od niedawna w Izbie Reprezentantów, wystąpił z planem utworzenia Terytorium Nebraski, przez które mogłaby być pociągnięta linia kolejowa zaczynająca się w Chicago. Propozycja została odrzucona bowiem przebieg trasy winien być dyskutowany w Kongresie z udziałem wszystkich miast ubiegających się o to, by być punktem wyjściowym nowej linii, a więc (obok Chicago) także z St. Louis, Quincy, Memphis i Nowym Orleanem.

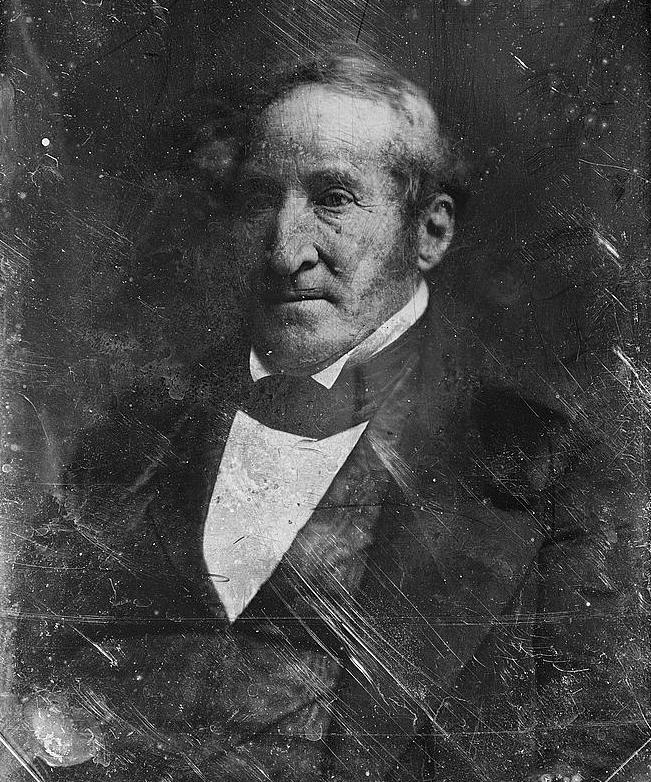
Thomas Hart Benton

Kilka kolejnych propozycji z końca roku 1852 i początku 1853 zdobyło mocne poparcie, ale ostatecznie wszystkie upadły, bowiem ustawodawcy nie mogli dojść do porozumienia, czy powinna zostać wybrana droga północna czy południowa. Wreszcie w 1853 roku Izba przegłosowała (stosunkiem głosów 107:49) utworzenie Terytorium Nebraski na ziemiach położonych na zachód od stanów Iowa i Missouri. W marcu ustawa trafiła do Senackiej Komisji ds. Terytoriów, której przewodniczącym był Douglas. Senator z Missouri David Atchison zapowiedział, że poprze ustawę jedynie wówczas, gdy w Nebrasce nie zostanie zakazane niewolnictwo. Tymczasem, zgodnie z postanowieniami kompromisu Missouri, skoro tekst ustawy nie precyzował tej kwestii, niewolnictwo mogło zostać zakazane. Inni senatorzy z południa nie byli tak stanowczy jak Atchison. Stosunkiem głosów 23:17 komisja zdecydowała o skierowaniu ustawy pod głosowanie Senatu. Wypowiedzieli się tak wszyscy senatorzy ze stanów położonych na południe od Missouri.
Chociaż Senat odłożył sprawy budowy kolei i odwołania kompromisu Missouri na później, oba wątki zostały ponownie podjęte w Missouri, gdzie Atchison ubiegał się o reelekcję przeciwko następcom Thomasa Bentona. Atchison musiał wybrać co ważniejsze dla stanu – linia kolejowa zaczynająca się w St. Louis czy niewolnictwo. Ostatecznie stanął na stanowisku, że wolałby widzieć raczej jak Nebraska „pogrąża się w piekle”, niż dopuścić, by rządzili nią freesoilerzy.
W tamtych czasach kongresmeni, przebywający w związku z wypełnianiem swych obowiązków w Waszyngtonie, zamieszkiwali w licznych w stolicy pensjonatach. Atchison zamieszkał w budynku przy F Street, gdzie zatrzymywali się najważniejsi południowcy w Kongresie. Z Atchisonem, który przez jeden dzień był nawet prezydentem pro tempore, zamieszkiwali Robert T. Hunter (przewodniczący Komisji Finansów z Wirginii), James Mason (przewodniczący Komisji Spraw Zagranicznych, również z Wirginii) i Andrew P. Butler (przewodniczący Komisji Sprawiedliwości z Karoliny Południowej). W grudniu 1853 grupa ta, określana jako „Kasyno z F Street”, wraz z Wirgińczykiem Williamem O. Goodem, stworzyła lobby walczące o uznanie w Nebrasce prawa do niewolnictwa. Douglas wiedział, że musi liczyć się z ich zdaniem. Teraz ogłosił oficjalnie, że w przypadku Nebraski winny obowiązywać zasady tzw. kompromisu 1850, na podstawie którego terytoria Utah i Nowego Meksyku zostały zorganizowane bez jakichkolwiek restrykcji odnośnie do wprowadzenia niewolnictwa; wielu popierających Douglasa twierdziło, że ten ostatni kompromis unieważnił kompromis Missouri. Terytoria te jednakże, inaczej niż Nebraska, nie były objęte transakcją Louisiana Purchase i w związku z tym nie podlegały pod postanowienia kompromisu Missouri.

## Działania Kongresu

### Propozycjaustawy o Nebrasce

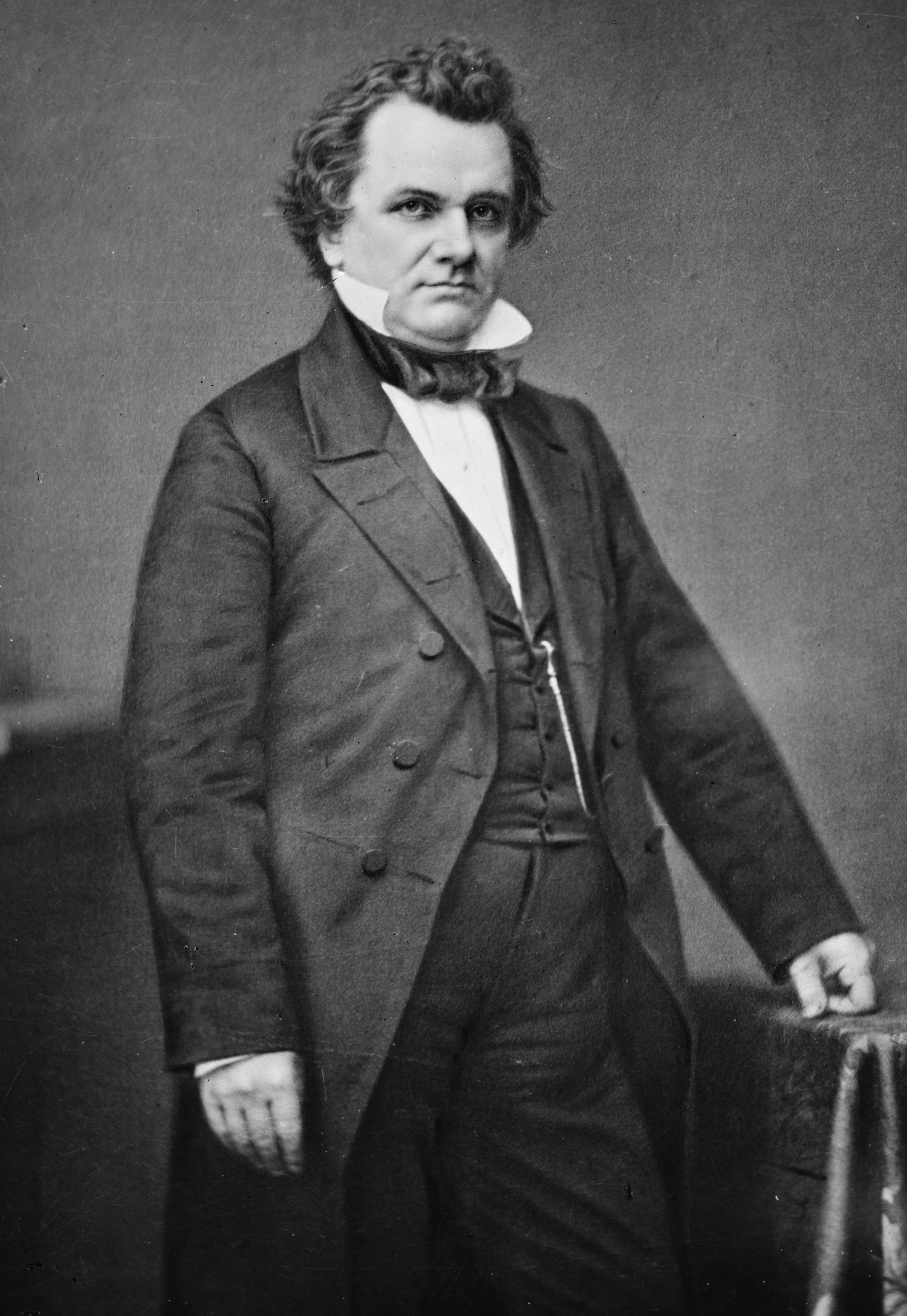
Stephen A. Douglas

Propozycja została przedłożona ogólnemu zgromadzeniu Senatu 4 stycznia 1854. Treść proponowanej ustawy została w znaczący sposób zmieniona przez Douglasa, który był również autorem aktów terytorialnych dla Nowego Meksyku i Utah, odpowiadających brzmieniowo kompromisowi 1850. W nowej propozycji Terytorium Nebraski powiększono aż do 49. równoleżnika na północy, a decyzje systemowe miały zapaść, gdy ww. terytorium „wystąpi o uznanie za jeden ze stanów (lub kilka stanów) Unii z, lub bez niewolnictwa, zależnie od tego jak ujmie to konstytucja stanowa w chwili złożenia wniosku”.
Opinia publiczna zwracała uwagę na odmienną sytuację w Nowym Meksyku i Utah od tej zastanej w Nebrasce. Wielu dyskutantów powoływało się na fakt, że zgodnie z meksykańskim prawem niewolnictwo było tam zakazane, a więc podobnie powinno być w Nebrasce zgodnie z kompromisem Missouri. Jednak w związku z tym, że dopiero po utworzeniu Nowego Meksyku i Utah terytoria te przestały podlegać meksykańskiej jurysdykcji, dokument dotyczący Nebraski nie mógł mieć tu zastosowania. Innymi słowy władza ludu miała zastąpić raczej, niż poprzeć, postanowienia kompromisu Missouri.
Wig z Kentucky Archibald Dixon uważał, że dopóki kompromis Missouri nie zostanie obalony, niewolnictwo może zostać zaprowadzone na nowym terytorium tylko wówczas, gdy zgodzą się na to osadnicy – w tym wypadku zdecydowani jego przeciwnicy. 16 stycznia Dixon zaskoczył Douglasa wprowadzając propozycję poprawki, zgodnie z którą niewolnictwo byłoby zakazane dopiero na północ od równoleżnika 36°30′. Douglas spotkał się prywatnie z Dixonem i w końcu – nie zważając na ewentualny sprzeciw polityków z północy – zgodził się z nim. Było to posunięcie ściśle polityczne: Partia Wigów traciła poparcie w stanach południowych w związku z odmiennym niż demokraci podejściem do kwestii niewolnictwa. Wigowie mieli nadzieję, że przejmując inicjatywę w tej kwestii będą postrzegani jako obrońcy niewolnictwa.
Identyczną poprawkę przedłożył w Izbie demokrata Philip Phillips z Alabamy. Mając poparcie „kasyna z F Street”, Douglas spotkał się z Phillipsem, by upewnić się, że kwestia ustawy zależy od Partii Demokratycznej. Na koniec obaj zaaranżowali spotkanie z prezydentem Franklinem Piercem, by być pewnymi i jego poparcia.

### Spotkanie z prezydentem
Pierce ledwo napomknął o Nebrasce w swym przemówieniu do narodu miesiąc wcześniej i nie był bynajmniej zwolennikiem unieważnienia kompromisu Missouri. Jego osobisty doradca, senator Lewis Cass, który już w 1848 roku mówił o woli ludu jako alternatywie wobec klauzuli Wilmota, a także sekretarz stanu William L. Marcy, starali się przekonać prezydenta, że odwołanie kompromisu może wywołać poważne problemy natury politycznej. W sobotę 22 stycznia doszło do posiedzenia gabinetu; tylko sekretarz wojny Jefferson Davis i sekretarz marynarki James C. Dobbin byli za odwołaniem, ale zarówno Pierce, jak i prokurator generalny Caleb Cushing, byli przekonani, że Sąd Najwyższy i tak uzna kompromis Missouri za niezgodny z Konstytucją.
Komisja Douglasa spotkała się jeszcze tego samego wieczoru. Uzgodniono, że należy przedłożyć Kongresowi sprawę odwołania już w poniedziałek, ale że nie należy działać wbrew prezydentowi. Douglas przez sekretarza Davisa poprosił Pierce’a o spotkanie w niedzielę, choć było powszechnie wiadomo, że prezydent w niedziele niechętnie zajmuje się sprawami oficjalnymi. Douglasowi w spotkaniu towarzyszyli Atchison, Hunter, Phillips i John C. Breckinridge z Kentucky.
Pierce został przekonany do wsparcia odwołania. Co więcej, na wniosek Douglasa, sporządził notatkę stwierdzającą, że kompromis Missouri utracił moc prawną postanowieniami kompromisu 1850. Washington Union, oficjalny organ administracji, pisał 24 stycznia, że poparcie ustawy będzie „testem dla demokratów”.

### Debata w Senacie

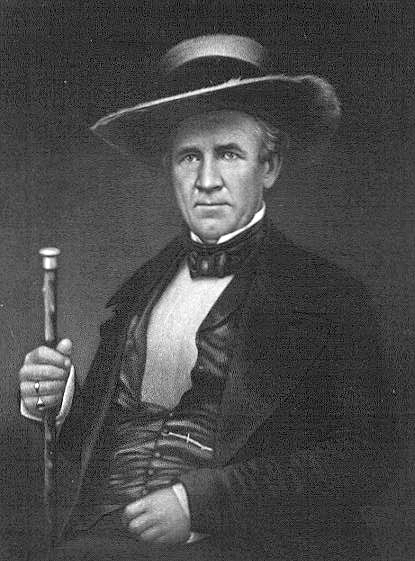
Sam Houston z Teksasu

23 stycznia poprawiony projekt ustawy został przedstawiony Senatowi. Obok części poświęconej odwołaniu kompromisu Missouri, w projekcie znalazł się zapis o podziale Nebraski na dwa terytoria: Kansas i Nebraskę, z linią graniczną na 37. równoleżniku. Podział był spowodowany głosami samych mieszkańców terytorium, jak i senatorów z Iowy, którzy mieliby problem z wyborem siedziby władz, gdyby tak wielkie terytorium miało powstać. Identyczny projekt wkrótce wpłynął pod obrady Izby Reprezentantów.
Historyk Allan Nevins pisał, że „rozpoczęły się dwie równoległe bitwy, jedna w Kongresie, druga w kraju: obie toczone zawzięcie, twardo i ze złością nie spotykaną nawet w czasach Wilmota”. W Kongresie freesoilerzy byli zdecydowanie w mniejszości. Demokraci mieli przewagę w obu izbach, a Stephen Douglas stał na czele zdyscyplinowanej grupy. Wśród szerokich kręgów obywateli przeciwników ustawy było więcej. Ci liczyli na odniesienie moralnego zwycięstwa. „New York Times”, który kiedyś aprobował posunięcia prezydenta Pierce’a, przewidywał teraz, że to będzie ostatnia kropla dla zwolenników niewolnictwa z Północy i że „zrodzi się głęboka, silna i nie do wykorzenienia nienawiść do instytucji, która niszczy swe siły polityczne bez liczenia się z kosztami”.
W dzień po wprowadzeniu projektu ustawy dwaj politycy z Ohio, kongresmen Joshua Giddings i senator Salmon P. Chase, opublikowali odpowiedź freesoilerów zatytułowaną „Apel niezależnych demokratów w Kongresie do obywateli Stanów Zjednoczonych”:
„Oskarżamy tę ustawę o pogwałcenie i zdradę świętych praw; o to, że w ramach skandalicznego spisku dąży do usunięcia z ogromnych, niezamieszkanych terenów imigrantów ze Starego Świata i wolnych robotników z naszych stanów, by zastąpić ich panami i niewolnikami na ziemi ponurego despotyzmu”.
Douglas wziął ten apel do siebie i odpowiedział gniewnie 30 stycznia przy pełnych ławach w Izbie i wypełnionej po brzegi galerii.
Debata trwała całe cztery miesiące. Douglas był głównym adwokatem ustawy, podczas gdy Chase, William Seward z Nowego Jorku i Charles Sumner z Massachusetts przewodzili opozycji. Gazeta New York Tribune” pisała 2 marca, że „jednogłośny sprzeciw Północy jest wynikiem jej zapatrywań... Całe społeczeństwo mówi jednym głosem. Antagonizmy w roku 1848 były znacznie słabsze i nie tak uniwersalne”.

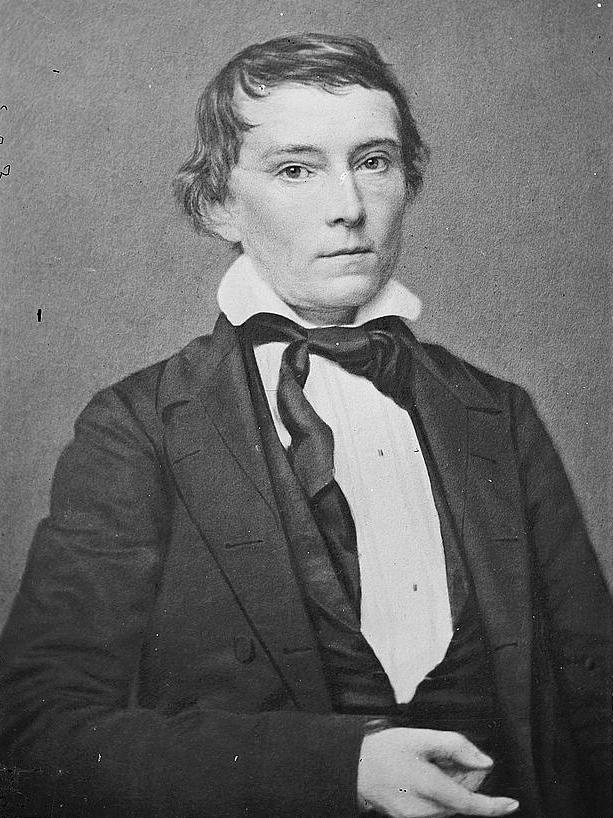
Alexander Stephens

Debata w Senacie zakończyła się 4 marca 1854, kiedy to Stephen Douglas późnym wieczorem 3 marca wygłosił mowę trwającą pięć i pół godziny. W końcowym głosowaniu Senat opowiedział się „za” stosunkiem głosów 37:14. Głosowanie odbyło się o godz. 3:30, gdy wielu senatorów, w tym przeciwny ustawie Sam Houston, udało się na spoczynek. Zdania historyków co do tego jaki byłby wynik, gdyby wszyscy byli wciąż na sali, wahają się w granicach 40:20 do 42:18.

### Debata w Izbie Reprezentantów
Teraz ustawa trafiła do niższej izby Kongresu. 21 marca 1854, celowo odwlekając decyzję, stosunkiem głosów 110:95 skierowano tekst do właściwej komisji, gdzie znalazła się na końcu listy spraw do załatwienia. Zorientowawszy się po tym głosowaniu, że ustawodawcy przeczuwają, iż walka będzie długa, a wynik niepewny, administracja Pierce’a poinformowała wszystkich demokratów, że ustawa jest istotna dla partii. Jednocześnie ruszyła machina agitacyjna, której przewodzili Jefferson Davis, prokurator generalny Caleb Cushing z Massachusetts i Douglas. Z końcem kwietnia Douglas uznał, że uzbierali już wystarczającą liczbę głosów, zaczęły się więc zabiegi o to, by akt prawny poprzedzający ustawę Kansas-Nebraska pojawił się w Izbie i został przyjęty bez debaty.
Thomas Hart Benton był jednym z najbardziej żarliwych przeciwników. 25 kwietnia wygłosił w Kongresie mowę, w której protestował przeciw odwołaniu kompromisu Missouri: „Popierałem tę ustawę przez ponad trzydzieści lat i zamierzam popierać do końca. Sam jeden, jeśli inaczej się nie da...”. Gdy walka z ustawą wyszła poza mury Kongresu, mowa ta została wydrukowana i była rozprowadzana w postaci ulotki.
Debata w Izbie rozpoczęła się dopiero 8 maja i z miejsca stała się jeszcze bardziej zacięta niż w Senacie. Historyk Michael Morrison napisał:
„Flibustierzy pod wodzą Lewisa Campbella, freesoilera z Ohio, byli o włos od sprowokowania walki w Izbie nie tylko na słowa. Campbell z kilkoma innymi przeciwnikami niewolnictwa kłócił się głośno z Południowcami, przy czym nie obeszło się bez obelg. W pewnym momencie Henry A. Edmundson, dobrze uzbrojony i dobrze podpity demokrata z Wirginii, rzucił się na Campbella i musiał zostać aresztowany przez funkcjonariuszy porządkowych. Debata została przerwana, a Izba zawiesiła obrady”.
Po ponownym otwarciu debatę poprowadził Alexander Stephens z Georgii. Stephens stwierdził, że kompromis Missouri nie był w rzeczywistości kompromisem i że został Południu narzucony. Powiedział, że głównym tematem jest próba znalezienia odpowiedzi na pytanie, czy podstawowe pryncypium, a mianowicie to, „że obywatele każdego stanu powinni mieć prawo do kierowania swoimi lokalnymi sprawami według własnego uznania” winno być honorowane.
Ostatecznie ustawa została przyjęta stosunkiem 113:100 głosów. Demokraci z północy byli w głosowaniu podzieleni i opowiedzieli się za ustawą stosunkiem 44:42, natomiast północni wigowie oddali wszystkie 45 głosów przeciw. Jeśli chodzi o Południowców, to demokraci byli za stosunkiem głosów 57:2, a wigowie nieco mniejszą różnicą 12:7. Prezydent Pierce podpisał ustawę 30 maja.

## Skutki
Wojna na słowa w Kongresie zmieniła się w wojnę na noże w terenie. Toczyła się ona na terytorium Kansas i na pograniczu Missouri, a stronami konfliktu byli z jednej strony abolicjoniści i freesoilerzy, z drugiej zaś „łotry pogranicza”, którym to przezwiskiem obdarzył ich abolicjonista Horace Greeley.
Ustawa o Kansas i Nebrasce podzieliła społeczeństwo amerykańskie i pchnęła je w kierunku wojny domowej. Ustawa w sposób oczywisty unieważniła kompromis Missouri z roku 1820 oraz kompromis 1850. Zamieszanie wokół ustawy podzieliło obie wiodące partie (demokratów i wigów), pozwalając na wzrost popularności Partii Republikańskiej, co spowodowało polityczne rozbicie Stanów Zjednoczonych na republikańską Północ i demokratyczne Południe.
Autor całego zamieszania Stephen A. Douglas i polityk z ramienia partii Wigów Abraham Lincoln wyrazili swe zdanie na temat ustawy w trzech publicznych wystąpieniach we wrześniu i październiku 1854, a następnie podczas debaty w 1858. Wystąpienia te dały rozgłos Lincolnowi i skompromitowały Douglasa w oczach demokratów z Południa, co wpłynęło na wybory prezydenckie w 1860 roku.
W końcu napisana została konstytucja nowego, wolnego stanu i 29 stycznia 1861 roku Kansas został przyjęty do Unii. Nebraska została stanem dopiero po wojnie w roku 1867.